# Ajaigarh
Ajaigarh (hindi : अजैगढ) est une ville de l'État du Madhya Pradesh en Inde, également ancienne capitale d'un État princier de l'Inde britannique.

## Ville

### Démographie
Lors du recensement de 2001, la population était constituée de 53 % d'hommes et de 47 % de femmes. Le taux d'alphabétisation était de 59 % (61 % pour les hommes et 39 % pour les femmes), légèrement inférieur à la moyenne nationale qui était de 59,5 %. 16 % de la population était âgée de moins de six ans.

### Histoire
L'État d'Ajaigarh a été occupée par les Britanniques de 1855 à 1859. Il a subsisté jusqu'en 1950 puis a été intégrée aux États du Vindhya Pradesh puis du Madhya Pradesh.

#### Rajas
- 1731 - ? : Jagat Râja
- ? - ? : Pahar Singh
- 1765 - 1792 : Guman Singh
- 1792 - 1793 : Bakht Singh († 1837)

##### Nababs
- 1793 - 1802 : Ali Bahadur
- 1802 - 1804 : Shamsher Bahâdur

##### Rajas
- 1804 - 1807 : Lakshman Dawa
- 1807 - 1837 : Bakht Singh (rétabli)
- 1837 - 1849 : Madho Singh († 1849)
- 1849 - 1853 : Mahipat Singh († 1853)
- 1853 - 1855 : Bijai Singh († 1855)
- Occupation britannique
- 1859 - 1877 : Ranjor Singh (en) (1844-1919)

##### Sawai Maharajas
- 1877 - 1919 : Ranjor Singh (en)
- 1919 - 1942 : Bhopal Singh (1866-1942)
- 1942 - 1950 : Punya Pratap Singh (1884-1958)